# سدریک کیپر
سدریک کیپر (انگلیسی: Cédric Kipré؛ زادهٔ ۹ دسامبر ۱۹۹۶) بازیکن فوتبال اهل فرانسه است.
از باشگاه‌هایی که در آن بازی کرده‌است می‌توان به باشگاه فوتبال ویگان اتلتیک، باشگاه فوتبال رویال شارلوا، باشگاه فوتبال مادرول، باشگاه فوتبال لستر سیتی، و باشگاه فوتبال وست برومویچ آلبیون اشاره کرد.
وی همچنین در تیم ملی فوتبال Ivory Coast U23 بازی کرده‌است.